# Mariem Zbidi
Mariem Zbidi (Tunisi, 18 settembre 1980) è un'ex cestista tunisina.

## Carriera
Con la Tunisia ha disputato i Campionati mondiali del 2002.